# 土豆饼鸿沟

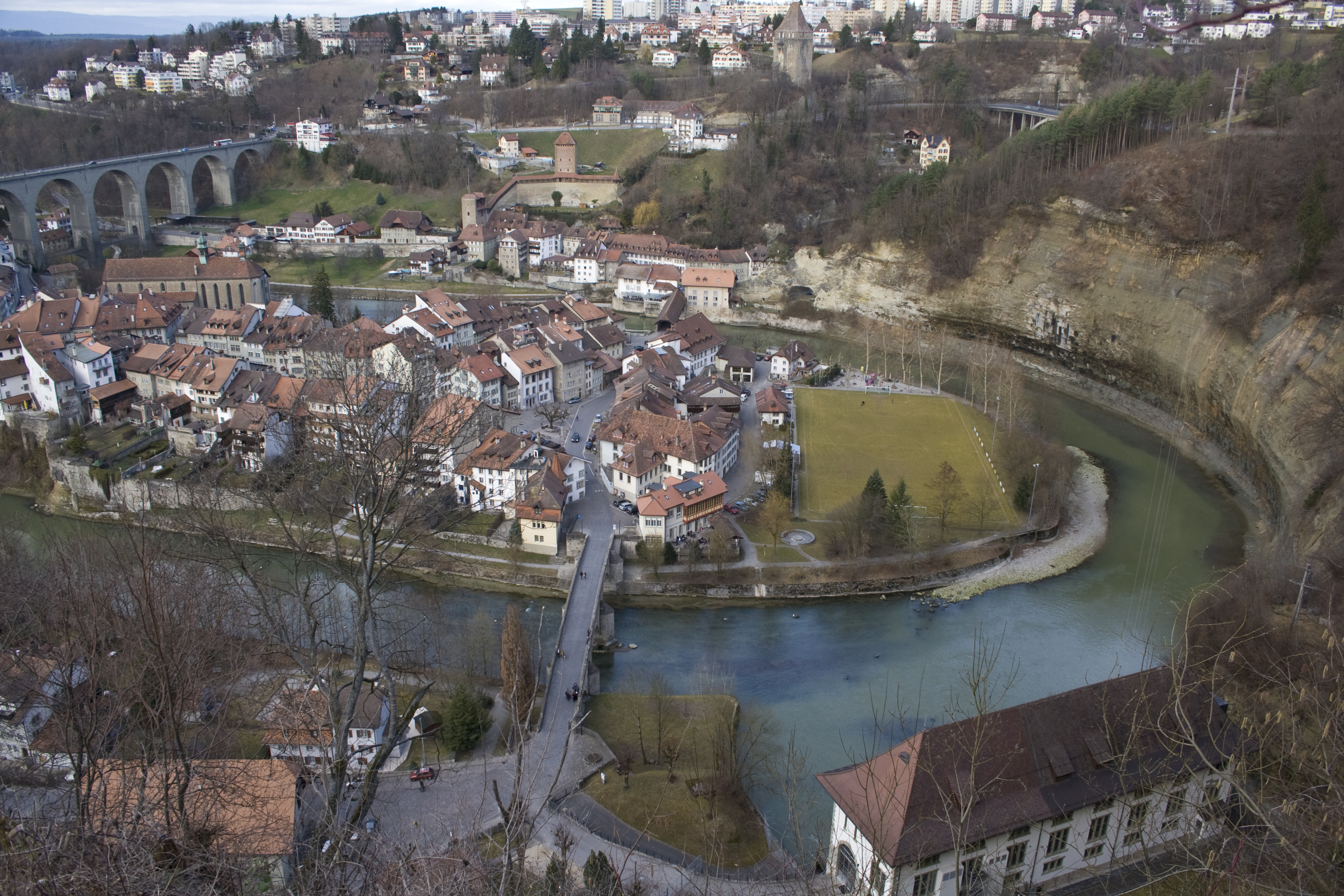
弗里堡的萨里纳河，土豆饼鸿沟的标志之一。

土豆饼鸿沟（德語：Röstigraben，/ʁø:ʃtigʁɑ:bən/），法语称土豆饼屏障（Barrière des Rösti）或土豆饼之幕（Rideau des Rösti）是形容瑞士联邦的德语区与法语区之间语言、文化与观念隔阂的用语。

## 语源
土豆饼鸿沟一词最早出现在第一次世界大战期间，源于瑞士德语区的特色食品瑞士土豆饼（德語：Rösti）。在一战中，由于法德两国交战，中立国瑞士的人民因语言而发生分歧，法语区同情法国，而德语区支持德国。但直到1970年代以后，这一词才逐渐广为人知。

## 地理界线

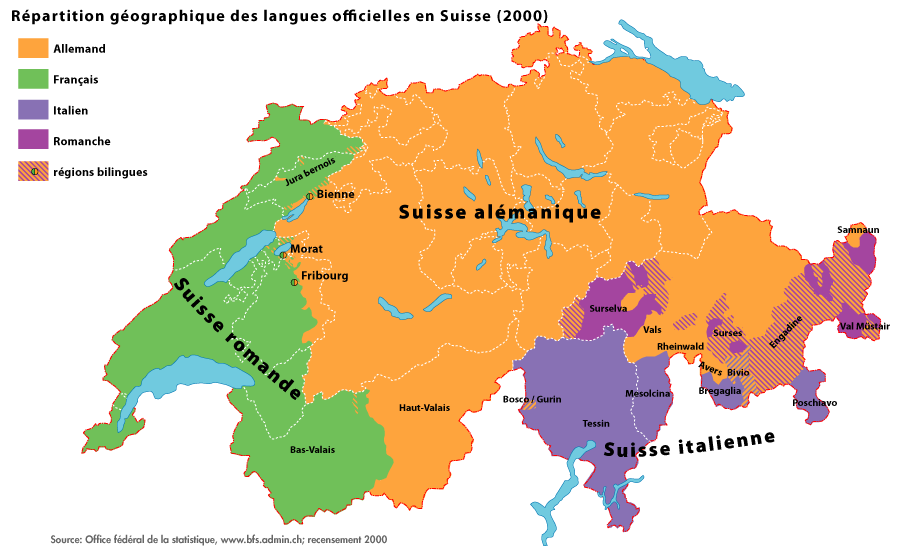
21世纪瑞士联邦语言分布：
瑞士法语区
瑞士德语区

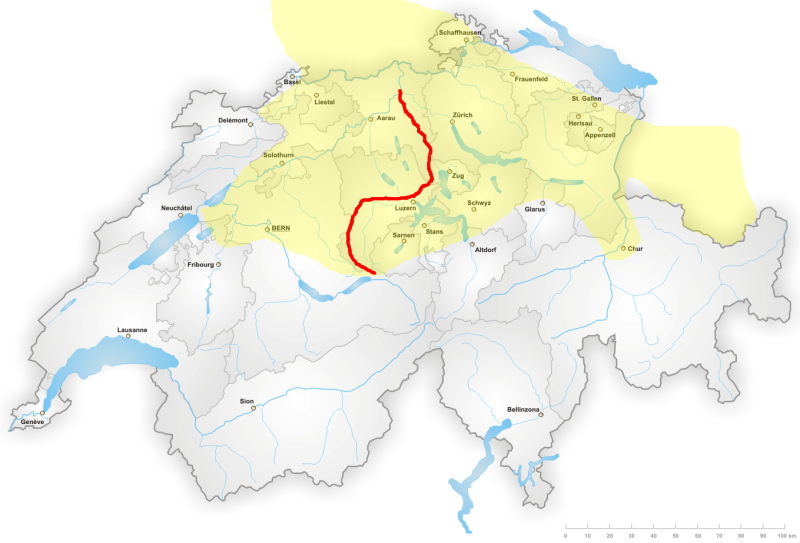
Brünig-Napf-Reuss-Linie文化界线

瑞士德语区和法语区由一条南北走向的界线分开：从西北的汝拉山谷，经纳沙泰尔湖和穆尔滕湖，沿着穿越瑞士高原的以萨讷河向南延伸到弗里堡州、沃州和瓦莱州北部的阿尔卑斯山脉，然后从罗纳河谷的埃沃萊訥与采尔马特之间穿过直到意大利。这条边界的历史渊源可以追溯到3世纪末罗马帝国时期的民族大迁徙。日耳曼人从东北袭来，将罗马化的居民向西驱赶。今日瑞士领土的西部由勃艮第人占据，东部则居住着阿勒曼尼人。到了中世纪早期，阿勒河成为两个人群间的边界。7世纪以后，阿勒河与萨讷河之间的区域变成两种语言接触交流的场所。